# Айкар

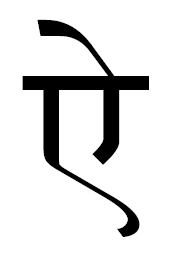
Айкар

Айкар (гінді ऐकार) — літера алфавіту деванагарі. Відповідає англійському дифтонгу æ та позначає звук, середній між звуками a та e. Всередині слова передається знаком Матра айкар (ै).
У юнікоді для айкара використовується код U+0910, для матри айкар — код U+0948

Айкар Ранджана
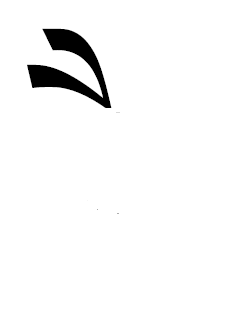
Матра айкар